# 開放媒體聯盟
開放媒體聯盟（Alliance for Open Media，簡稱AOMedia）是一個發展開放影像編碼的非營利組織，目標是開發免專利的影像編碼格式，作為VP9影像編碼的繼任者，取代需要專利的HEVC影像編碼。創立的成員有Amazon、Apple、Cisco、Facebook、Google、Intel、微軟、Mozilla、Netflix。聯盟的目標是在BSD 2 授權條款下發展一個新的影像編碼格式，會從 Daala、Thor 和 VP10 中取用元素。

## 發展歷史
2015年9月1日，開放媒體聯盟正式宣佈成立，目標是開發免費、免專利的影像編碼格式，來替代需要專利授權的影像編碼 H.264 和 HEVC。目標是在2017年釋出新的影像編碼格式。
2016年4月5日，AMD、ARM、NVIDIA宣佈加入。
2018年，MPEG創辦人兼主席承認該聯盟是MPEG商業模式的最大威脅，並指出：
開放媒體聯盟（AOM）已經佔據了MPEG過時的影片壓縮技術（AVC）、缺乏競爭性的免專利標準（IVC）以及無法用於現代標準的（HEVC）市場所留下的空白...每個人都意識到，MPEG陳舊的商業模式已經破裂。——Leonardo Chiariglione，A crisis, the causes and a solution

## AOMedia Video
聯盟的主要目標是為商業和非商業內容（包括用戶生成的內容）創建和提供下一代最先進的視頻壓縮格式和針對互聯網串流媒體優化的編解碼器。正在開發一系列名為AOMedia Video（AV）的新視頻格式。芯片行業的聯盟成員（AMD，ARM，Intel，Nvidia）旨在確保硬件友好的設計。
AOMedia正在計劃在2017年底之前完成其格式AOMedia Video（AV）的第一版（AV1），互聯網工程任務組（IETF）也將這項工作標準化為互聯網視頻編解碼器（NetVC）。假設要快速採用，主要競爭者是動態圖像專家組（MPEG）的 MPEG-4 AVC（H.264）和  HEVC （H.265）標準。

### AOMedia Video 1
AV1的主要特徵是其免版稅許可條款和最先進的性能。AV1專為實時應用而設計，並且具有比前一代（VP9）視頻格式的典型使用場景更高的分辨率。

## 成員
创始成员：
- Amazon
- Apple
- ARM
- Cisco
- Meta Platforms
- Google
- Huawei
- Intel
- Microsoft
- Mozilla
- Netflix
- NVIDIA
- Samsung
- 騰訊

推广成员：
- 阿里巴巴
- Adobe
- Allegro
- AMD
- 晶晨半导体
- Argon Design
- Ateme
- BBC
- 哔哩哔哩
- 金山云
- Bitmovin（英语：Bitmovin）
- Broadcom
- 美國有線電視實驗室（英语：CableLabs）
- Chips&Media（英语：Chips&Media）
- hulu
- Ittiam（英语：Ittiam Systems）
- 爱奇艺
- NGCodec Inc.
- Polycom
- REALTEK
- Socionext
- V-Silicon
- Vidyo（英语：Vidyo）
- VideoLAN
- vimeo
- VeriSilicon
- Xilinx
- 微帧

## 外部連結
- 開放媒體聯盟官方網站 Archive-It的存檔，存档日期2015-09-03
- 開放媒體聯盟的X（前Twitter）